# Tour de Villemouze

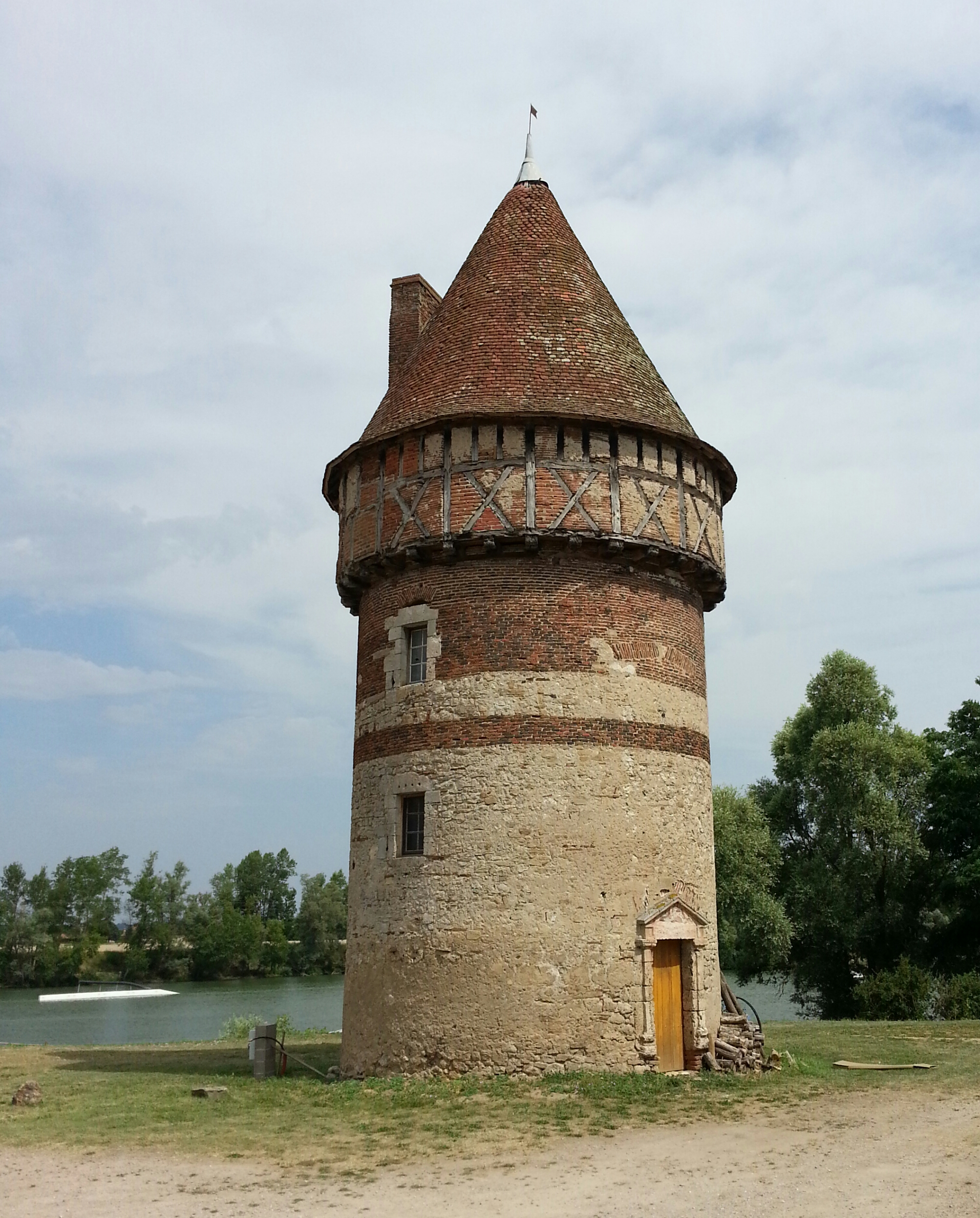
Tour de Villemouze am Fluss Allier in Paray-sous-Briailles

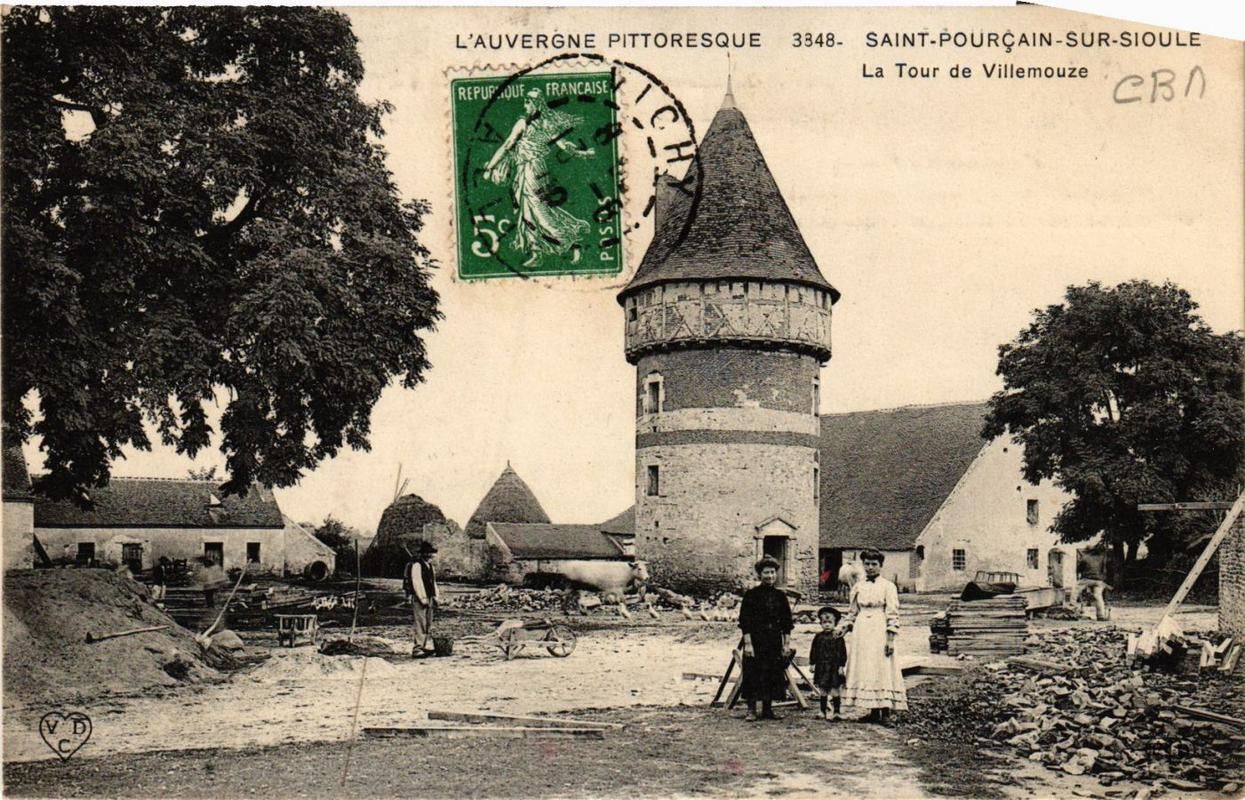
Der Turm mit dem Weiler Villemouze auf einer Postkarte (um 1900)

Die Tour de Villemouze (deutsch Turm von Villemouze) in Paray-sous-Briailles, einer französischen Gemeinde im Département Allier in der Region Auvergne-Rhône-Alpes, wurde im 13. Jahrhundert errichtet.
Der Wachturm am Fluss Allier diente zur Überwachung des Flussübergangs. So konnten die Bewohner des Ortes vor Feinden rechtzeitig gewarnt werden.
Der runde Turm besteht aus einem circa einen Meter dicken Bruchsteinmauerwerk, einem Obergeschoss aus Backsteinmauerwerk und einem vorkragenden Fachwerkaufbau, der mit einem Kegeldach abgeschlossen wird. Das Fachwerk ist mit Andreaskreuzen gestaltet. Möglicherweise ist der obere Teil des Turmes in späterer Zeit errichtet worden. 
Die Tür und die wenigen Fenster sind mit Hausteinen gerahmt.